# Stiefelknöpfer

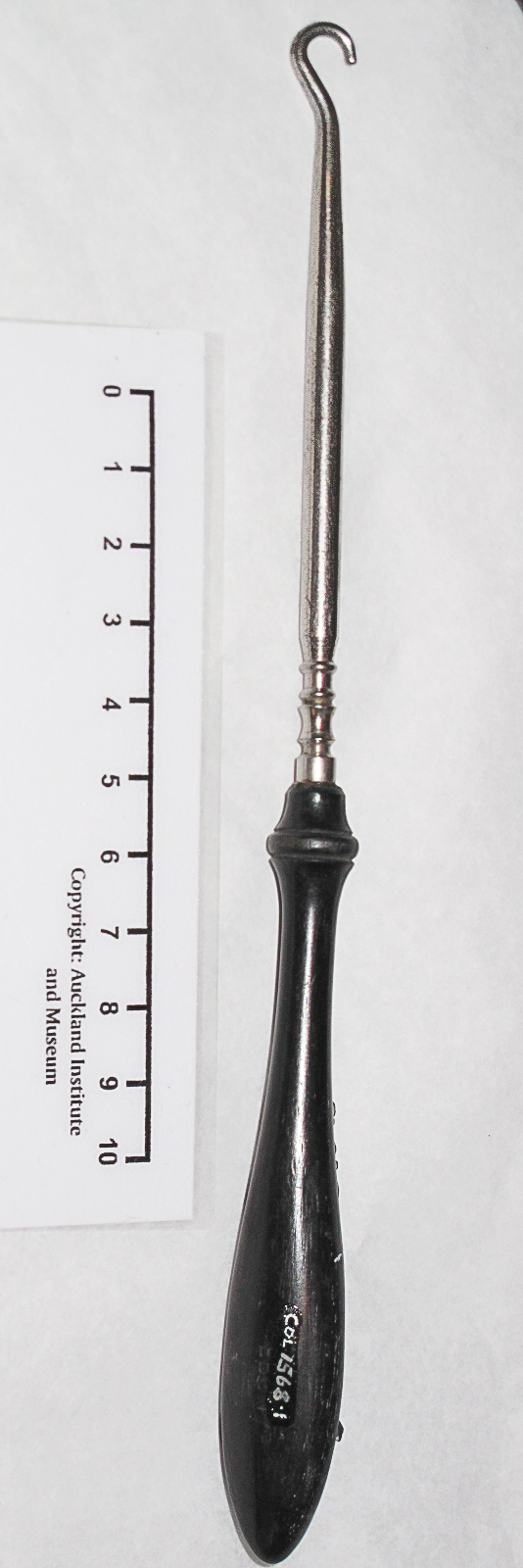
Stiefelknöpfer mit Ebenholzgriff. Auckland War Memorial Museum

Ein Stiefelknöpfer oder Knopfhaken (englisch: buttonhook, auch: button hook) ist ein Metallhaken an einem Stiel mit Griff, der dazu diente, Knöpfe, meist an Stiefeln oder Handschuhen, leichter durch die zugehörigen Knopflöcher zu ziehen. Stiefelknöpfer waren insbesondere im viktorianischen Zeitalter populär, als die Mode für Frauen Knöpfstiefel aus steifem Leder vorschrieb. Sie hatten meist etwa die Größe einer Gabel, konnten aber auch sehr viel kleiner oder größer sein, je nachdem, ob es um Knöpfe an Kragen, Handschuhen, Korsetten oder Stiefeln ging. In der Zeit zwischen 1880 und dem Ersten Weltkrieg waren Stiefelknöpfer ein Gegenstand, den es praktisch in jedem Haushalt gab. Heute sind sie zum Sammlerobjekt geworden; es gibt eine „Buttonhook Society“, die dem Sammeln und Ausstellen von Stiefelknöpfern gewidmet ist.

## Geschichte

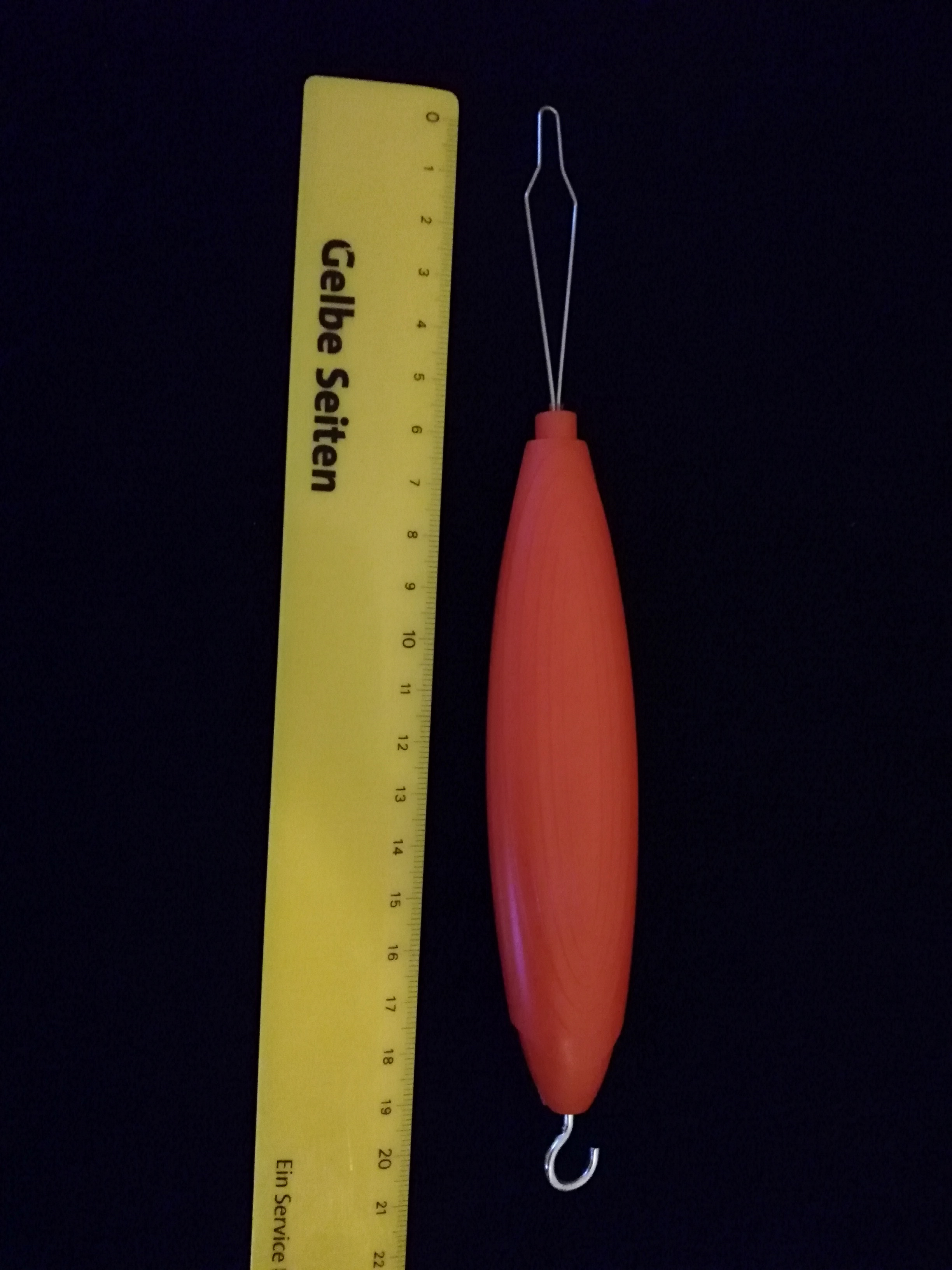
Moderne Knöpf- und Reißverschlusshilfe, 2018

Knöpfhilfen gibt es schon jahrhundertelang. Bereits 1611 wurden sie in Randle Cotgraves Französisch-Englisch-Wörterbuch unter dem französischen Stichwort „boutonneur“ erwähnt: „A Buttoner, or an instrument wherewith buttons are pulled through their over-strait holes“, also etwa: „ein Gerät, mit dem man Knöpfe durch ihre allzu knapp sitzenden Löcher zieht.“
Ab der zweiten Hälfte des 19. Jahrhunderts wurden Knopfhaken in größeren Mengen hergestellt und verkauft. Allgemein verbreitet waren sie etwa von 1865 bis 1930, die heute noch erhaltenen Exemplare stammen großenteils aus der Zeit zwischen 1880 und 1930. Vermarktet wurden sie wahrscheinlich zuerst zum Knöpfen von Gamaschen, die in den 1860er Jahren in der Männermode beliebt waren; der Knopfhaken wurde damals entsprechend hauptsächlich von Männern benutzt. Ab Mitte der 1870er Jahre wurden in der Damenmode lange, bis über den Ellbogen reichende, eng sitzende Handschuhe mit bis zu 24 Knöpfen populär, ebenso Kleider, Blusen und Jacken mit zahlreichen, dicht beieinander liegenden Knöpfen. Das Anziehen entwickelte sich damit zu einer zeitraubenden und viel Geschick erfordernden Aufgabe, die durch spezielle Knöpfhilfen sehr erleichtert wurde. Ein zeitgenössisches Blatt schrieb 1872, dass ein Handschuhknöpfer für diesen Zweck „der Haarnadel weit überlegen war“; offenbar löste dieses spezialisierte Gerät dabei die multifunktionale Haarnadel ab. Vor allem aber spielten technische Fortschritte in der Schuh- und Stiefelherstellung eine wichtige Rolle für den Aufstieg der großen Stiefelknöpfer. Der Einsatz von Nähmaschinen in der industriellen Schuhproduktion erlaubte es, widerstandsfähiges steifes Leder oder feste, schwere Stoffe für Stiefelschäfte zu verwenden. Entsprechend waren die Knopflöcher starr und unnachgiebig und der Einsatz eines Stiefelknöpfers wurde notwendig. Zugleich kamen geknöpfte Stiefeletten und Stiefel für Frauen in Mode, oft mit bis zu 20 Knöpfen.
In der Hochphase der Stiefelknöpfer, etwa von 1880 bis 1920, wurden Knopfhaken und Stiefelknöpfer praktisch täglich von Erwachsenen und auch Kindern als Knöpfhilfen benötigt und benutzt, das Gerät fand sich in fast jedem Haushalt. In den Vereinigten Staaten wurden zahlreiche Patente für die Gestaltung und Verbesserung von Stiefelknöpfern beantragt und erteilt. Deborah Ellen Blodgett hat in ihrer Recherche nicht weniger als 250 einschlägige Patentschriften gefunden, der weitaus größte Teil davon stammt aus den Jahren zwischen 1876 und 1920. Etwa ab 1920 gab es jedoch einen deutlichen Rückgang. Dies hatte mehrere Gründe: Die Entwicklung neuer Kleidungsverschlüsse, besonders des Reißverschlusses, machte Knöpfhilfen unnötig; die Frauenmode veränderte sich von den engsitzenden Kleidern und Schuhen hin zu sportlicheren Modellen; und Knöpfstiefel büßten deutlich an Verbreitung ein zugunsten geschnürter oder mit Reißverschlüssen versehener Stiefel. Ab etwa 1930 wurden Stiefelknöpfer kaum mehr hergestellt.
Heutige Modelle von Knöpfhilfen, die meist eine Drahtschlaufe anstelle des Metallhakens haben, werden als Hilfsmittel zum einhändigen Knöpfen von Kleidungsstücken bei Krankheiten oder Behinderungen eingesetzt, etwa Lähmungen oder Verlust einer Hand.

## Anwendung und Gestaltung

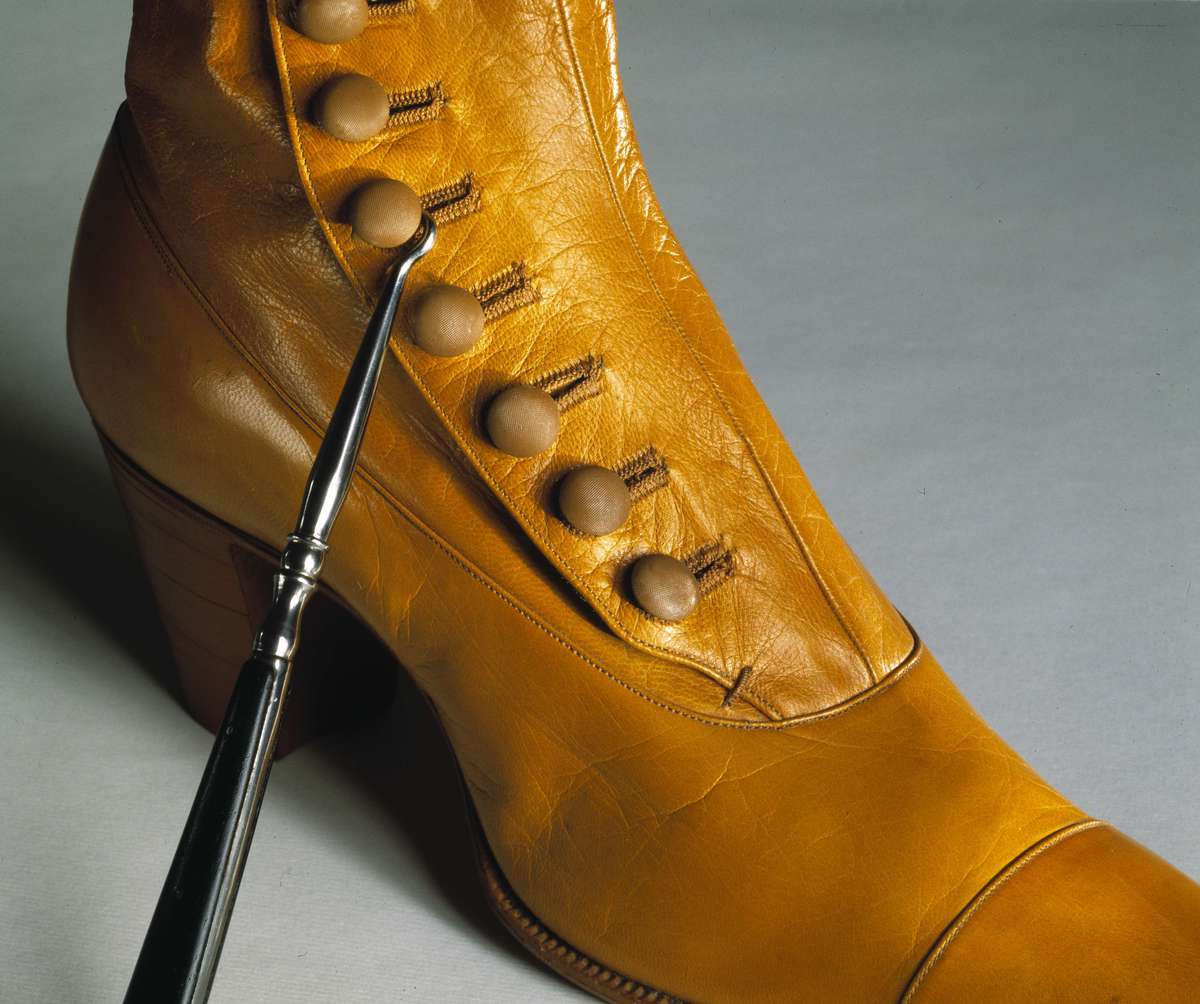
Stiefelknöpfer in Anwendung

Der Stiefelknöpfer musste durch das Knopfloch geführt werden, dann war der Knopf mit dem Haken zu greifen und durch das Knopfloch zu ziehen. Mit einer Drehung des Geräts wurde der Knopf wieder losgelassen, so dass man sich dem nächsten Knopf widmen konnte. Dies erforderte einige Geschicklichkeit und kostete vor allem Zeit, da Knöpfstiefel oft mehr als zwanzig Knöpfe hatten. Wer Knöpfstiefel trug, zog sie tagsüber selten aus, um diesen Aufwand zu vermeiden; zudem war es ratsam, einen Stiefelknöpfer mitzuführen, falls die Knöpfe im Lauf des Tages aufgingen. Der Stiefelknöpfer war daher nicht nur auf der „Frisierkommode der Dame“ ein allgemein verbreiteter Gegenstand, sondern auch in ihrer Handtasche.
Die Stiefelknöpfer wurden in ihrer Hochzeit häufig individuell gestaltet. Es gab Stiefelknöpfer aus Gold oder Silber, auch mit verschiedenen Verzierungen und in verschiedenen Designs. Kleine Knopfhaken für Herren, etwa für Kragenknöpfe, fanden sich auch an Taschenmessern. Knopfhaken für Damenhandschuhe hatten nicht selten einen kleinen Ring am Griffende, der dazu diente, den Gegenstand an einer Chatelaine zu befestigen. Zudem wurden Stiefelknöpfer vor allem in den USA häufig als Werbemittel eingesetzt, mit Einprägung des werbenden Unternehmens.

## Zweckfremde Verwendungen

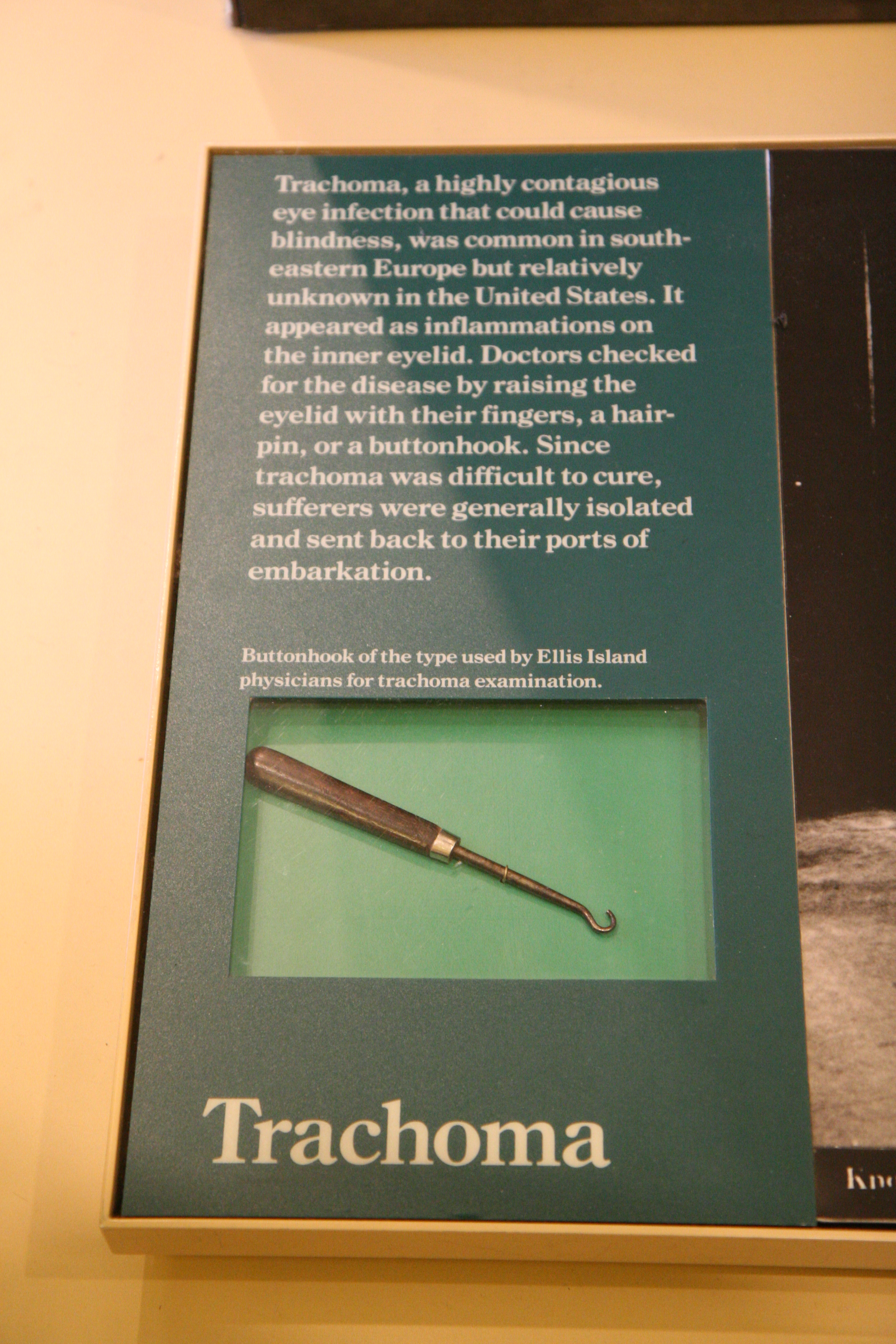
Solche Stiefelknöpfer verwendeten die buttonhook men.

Der alltägliche Haushaltsgegenstand wurde auch für Aufgaben verwendet, die nicht dem ursprünglichen Zweck entsprachen. Bekannt wurde vor allem die Nutzung durch Gesundheitsinspektoren, die „buttonhook men“, die seit Anfang des 20. Jahrhunderts Einwanderer in die USA auf Ellis Island auf ansteckende Krankheiten untersuchten. Um ein Trachom zu diagnostizieren, klappten sie das Augenlid des Einwanderers entweder mit den Fingern oder mithilfe eines Stiefelknöpfers oder einer Haarnadel um. Es soll sich um eine sehr schnell auszuführende, aber schmerzhafte und gefürchtete Prozedur gehandelt haben.
Gelegentlich wird auch von einer Verwendung des Knopfhakens für illegale Abtreibungen berichtet, so in Arztberichten oder auch in der Autobiografie Das Ei und ich, wo die Erzählerin Ende der 1920er Jahre von einem Ortsansässigen ungefragt das Angebot erhält, ihre Schwangerschaft auf diese Weise abzubrechen. Als sie das in der Klinik meldet, bekommt sie zur Antwort: „Das Krankenhaus ist immer voll von ihnen. Stiefelknöpfer, Bindedraht, Hutnadeln.“

## Sammeln
1979 wurde in Maidstone (Kent) die Buttonhook Society als Organisation der Sammler von Stiefelknöpfern gegründet. Sie gibt für ihre Mitglieder die Zeitschrift „The Boutonneur“ heraus, hat ein illustriertes mehrbändiges Kompendium zu ihrem Sammelthema produziert und organisiert jährlich Ausstellungen und Messen für Sammler. Besondere Sammelgebiete sind unter anderem Stiefelknöpfer mit Griffen aus Silber oder edelsteinverzierten Griffen, „trench art“, also in Grabenarbeit geschaffene Stiefelknöpfer, bei denen der Griff oft aus Kugeln und Patronenhülsen hergestellt wurde, und Stiefelknöpfer mit Herstellereinprägungen, die als Werbemittel verteilt wurden.